# Liste der Monuments historiques in Sommeval
Die Liste der Monuments historiques in Sommeval führt die Monuments historiques in der französischen Gemeinde Sommeval auf.

## Liste der Objekte
| Bezeichnung                 | Beschreibung | Standort                       | Kennzeichnung | Schutzstatus | Datum | Bild |
| --------------------------- | --- | ------------------------------ | ------------- | ------------ | ----- | ---- |
| Skulptur Madonna mit Kind   | Eichenholz, farbig gefasst, 19. Jahrhundert | in der Kirche St-Martin (Lage) | PM10004099    | Inscrit      | 1984  |      |
| Skulptur Heiliger Nikolaus  | Eichenholz, farbig gefasst, 17. oder 18. Jahrhundert | in der Kirche St-Martin (Lage) | PM10004100    | Inscrit      | 1984  |      |
| Zwei Kapitelle              | Fragmente eines Retabels, möglicherweise aus St-Pantaléon in Troyes, heute als Sockel genutzt; Eichenholz, farbig gefasst und vergoldet, 18. Jahrhundert | in der Kirche St-Martin (Lage) | PM10004098    | Inscrit      | 1984  |      |
| Skulptur Heiliger Eligius   | Holz, farbig gefasst und vergoldet, 18. Jahrhundert | in der Kirche St-Martin (Lage) | PM10003463    | Classé       | 1995  |      |
| Skulptur Heilige Margaretha | Kalkstein, farbig gefasst, 16. Jahrhundert | in der Kirche St-Martin (Lage) | PM10002186    | Classé       | 1981  |      |